# Nick Thoman
Nicholas Brewer Thoman, född 6 mars 1986 Cincinnati, är en amerikansk simmare som har specialiserat sig på ryggsim och är en olympisk guldmedaljör. Han har vunnit två världsmästerskap som en av simmarna i USA:s medley stafettlag vid FINA World Aquatics Championships. Från 2009 till 2015 hade han världsrekordet i 100 meter ryggsim (kortbana). Thoman har totalt vunnit tio medaljer i stora internationella tävlingar, fyra guld, tre silver och tre brons i bland annat i OS, VM, Pan Pacific Championships, Pan American Games och Summer Universiade. Han var en av simmarna i det amerikanska olympiska laget 2012 som vann guld- och silvermedaljer i OS 2012. 
Den 6 december 2013, i de amerikanska nationella mästerskapen i Knoxville Tennessee, satte Thoman tre amerikanska rekord på en kväll. Han bröt det amerikanska rekordet i 50-yard ryggsim (20.69), och 100-yard ryggsim med en tid på 44.07.

## Karriär
Thoman föddes i Cincinnati i Ohio. Han simmade för Cincinnati Aquatic Club under huvudtränaren Benson Spurling från 8-årsåldern. Han gick på Mariemont High School och tränades av Kevin Maness. 
Vid de nationella mästerskapen 2010 kvalificerade Thoman sig för att tävla i Pan Pacific Swimming Championships 2010 i 50, 100 och 200 meter ryggsim. I 100 meter ryggsimfinalen i de nationella mästerskapen 2010 var Thoman först vid första 50 meter vändningen med en tid på 25,80. Men han tappade sedan till tredje plats med en tid på 53,78 och slutade bakom David Plummer och Aaron Peirsol. I den 200 meter långa finalen slutade Thoman på 5:e plats med en tid på 1:57,7. Vid Pan Pacific Swimming Championships 2010 vann Thoman brons i 50 meter ryggsim. 
Vid VM i FINA Short Course 2010 i Dubai vann Thoman en guldmedalj i 4 × 100 meter medley stafett med Mihail Alexandrov, Ryan Lochte och Garrett Weber-Gale. Thoman tävlade också i 50- och 100 meter ryggsim i Dubai men avslutade utan några medaljer i båda evenemangen. 
Vid World Aquatics Championships 2011 i Shanghai, Kina, placerade Thoman fjärde i finalen i 100 meter ryggsim med en tid på 53.01 i 4 × 100 meter medley stafetten med Mark Gangloff, Michael Phelps och Nathan Adrian vann Thoman guld med en tid på 3:32.06. Thoman simmade då ryggsim på en tid på 53,61. 

### Olympiska spelen 2012
Vid sommar-OS 2012 i London vann Thoman sin första OS-medalj, ett silver, i 100-meter ryggsim. I finalen kom Thoman tvåa bakom kollegan Matt Grevers med en tid på 52,92. Han fick också en guldmedalj när han simmade rygg för det vinnande amerikanska laget i 4 × 100-meters medley-stafetten. 

## Personsbästa
| 50 m ryggsim (långbana)  | 25,02   | Irvine      | 19 augusti 2010  |  |  |
| 100 m ryggsim (långbana) | 52,51   | Federal Way | 7 augusti 2009   |  |  |
| 200 m ryggsim (långbana) | 1:54,59 | Federal Way | 5 augusti 2009   |  |  |
|                          |         |             |                  |  |  |
| 50 m ryggsim (kortbana)  | 23,28   | Dubai       | 18 december 2010 |  |  |
| 100 m ryggsim (kortbana) | 48,94   | Manchester  | 18 december 2009 |  |  |
| 200 m ryggsim (kortbana) | 1:50,05 | Manchester  | 18 december 2009 |  |  |